# Kamaka poppi
Kamaka poppi is een vlokreeftensoort uit de familie van de Kamakidae. De wetenschappelijke naam van de soort is voor het eerst geldig gepubliceerd in 2003 door Bamber.